# Eleanor Anne Ormerod
Eleanor Anne Ormerod (Gloucestershire, Reino Unido, 11 de mayo de 1828 - 19 de julio de 1901) fue una entomóloga inglesa.

## Vida y obra
Hija de una ilustradora botánica y del historiador y anticuario George Ormerod, autor de The History of Cheshire. Desde muy pequeña, se interesó por los insectos y tuvo la oportunidad de estudiarlos gracias a la gran propiedad en la que creció. Estudió agricultura y se convirtió en una autoridad local sobre el tema. Cuándo, en 1868, la Real Sociedad de Horticultura empezó a recopilar una colección de plagas de insectos de granja para propósitos prácticos, Ormerod realizó una gran contribución por lo que fue galardonada con la medalla de Flora de la sociedad.
En 1877, publicó "Observación de insectos perjudiciales" un folleto que distribuyó entre personas interesadas en este tema y que, en respuesta, le enviaban los resultados de sus propias investigaciones. Como resultado, pudo desarrollar una serie de informes anuales sobre insectos perjudiciales y plagas de granja. En 1881, Ormerod publicó un informe especial sobre la mosca de la cebolla y en 1882 fue nombrada consultora entomóloga de la Real Sociedad de Agricultura de Inglaterra, puesto que mantuvo hasta 1892. Durante varios años impartió conferencias sobre entomología científica en la Escuela Real de Agricultura de Cirencester.

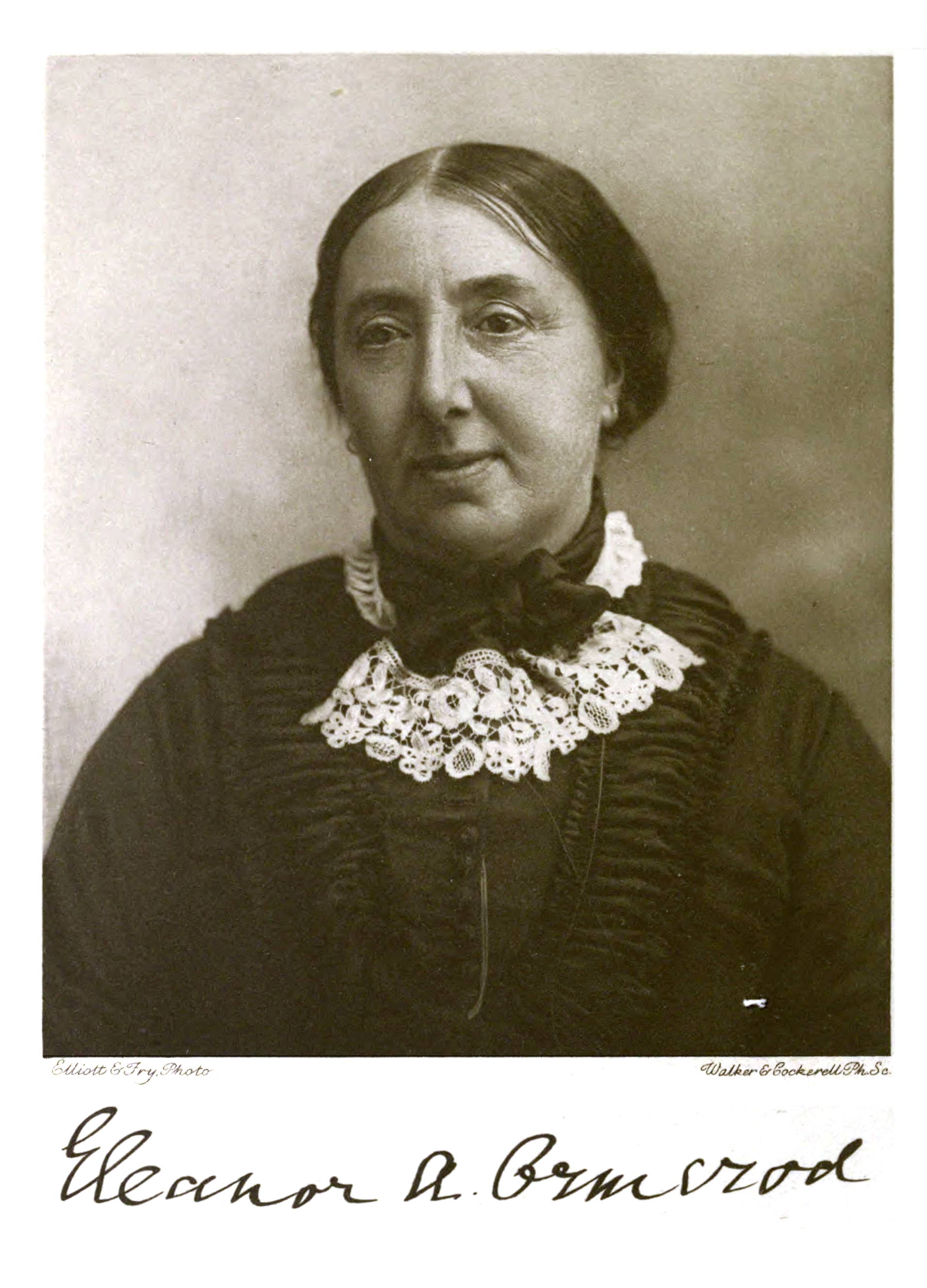
En la edad adulta

Su fama no se limitó a Inglaterra;  recibió medallas de oro y plata de la Universidad de Moscú por sus modelos de insectos perjudiciales para las plantas, y su tratado sobre Los insectos perjudiciales de Sudáfrica lo que muestra el alcance de su trabajo. En 1899, recibió una medalla de plata de la Société nationale de protection de la nature de Francia.
Sus trabajos en historia natural fueron ampliamente citados y llevó a cabo experimentos valientes:
Entre otros trabajos se encuentran el Manual de insectos perjudiciales, con los métodos de prevención y reparación (1881) y el Manual de insectos perjudiciales para la huerta y arbustos frutales (1898). Casi el último reconocimiento que le llegó fue el de doctor honoris causa de la Universidad de Edimburgo, una distinción única ya que fue la primera mujer a quien la universidad había conferido este grado.
También fue la primera mujer en ser distinguida con una beca en la Sociedad Meteorológica (1878).
Con la muerte de su padre, ella y sus hermanas se mudaron a Torquay pero después se fue a vivir a Spring Grove (Isleworth) para estar cerca del Real Jardín Botánico de Kew donde tenía amigos cercanos como el señor Joseph y la señora Hooker, directores del jardín.{ef>
En 1887 se mudó a Torrington House, 47 Holywell Hill, St Albans, Hertfordshire con su hermana Georgiana Elizabeth Ormerod, donde murió el 19 de julio de 1901. El edificio tiene una placa en su honor.

## Lista parcial de publicaciones
- Informe de observaciones del ataque de la mosca de la cebolla en 1881 (1882)
- Manual de insectos perjudiciales, con los métodos de prevención y reparación para sus ataques a cultivos alimentarios, árboles de bosque y frutales: al cual está anexado una breve introducción a la entomología (1890)
- París-verde (o Esmeralda-verde): usos y métodos para su aplicación, como forma de acabar con las orugas de polilla de huerta (1891)
- Manual de insectos perjudiciales para la huerta y arbustos frutales (1898)
- Moscas perjudicial para la existencia: historias de vida y medios de prevención de algunos tipos comúnmente perjudiciales, con observaciones especiales en hypoderma y oestridae (1900)

## Reconocimiento
El retrato de Ormerod cuelga al pie de la escalera principal sureste en el edificio Old College de la Universidad de Edimburgo, en el que se proclama con orgullo que fue la primera mujer de Edimburgo licenciada con honores.
El nombre de Ormerod fue también conmemorado, junto con una serie de otros biólogos, en el nombre del Proyecto RepRap en impresión 3D.